# Spišská Stará Ves
Spišská Stará Ves (mađ. Szepesófalu, njem. Alt(en)dorf, polj. (Stara) Spiska Wieś) grad je u Prešovskom kraju u sjeveroistočnoj Slovačkoj na samoj granici s Poljskom. Upravno pripada Okrugu Kežmarok.

## Stanovništvo
| Godina:     | 1993. | 2003.   | 2013.   | 2023.   |
| ----------- | ----- | ------- | ------- | ------- |
| Broj ljudi: | 2312  | 2323    | 2290    | 2178    |
| Razlika:    |       | +0,47 % | -1,42 % | -4,89 % |

| Godina:     | 2022. | 2023.   |
| ----------- | ----- | ------- |
| Broj ljudi: | 2197  | 2178    |
| Razlika:    |       | -0,86 % |

Po popisu stanivništva iz 2001. godine grad je imao 2355 stanovnika.
- Slovaci 93,76 %
- Romi 4,50 %
- Poljaci 0,53 %
- Česi 0,30 %
- Ukrajinci 0,25 %.

Prema vjeroispovijesti najviše je rimokatolika 93,25 %, grkokatolika 2,93 %, ateista 1,66 %, i luterana 0,85 %.

## Vanjske poveznice
- Službena stranica grada

### Ostali projekti
|  | Zajednički poslužitelj ima još gradiva o temi Spišská Stará Ves |